# Domostroj
Domostroj (ryska: Домострой, hushållningslära, hustavla) är ett märkligt ryskt litteraturalster, skrivet omkring 1560.
Såsom författare har uppgivits Ivan IV:s rådgivare munken Silvester, men även om han redigerat detta samlingsverk av praktisk och moralisk undervisning, som delvis är byggt på äldre handskriftsamlingar, har han själv dock skrivit endast det sista (64:e) kapitlet, den så kallade Lilla Domostroj, innehållande råd och lärdomar av fadern till sin son Anfim.
Domostroj, som ger en högst intressant kulturbild av Moskva från 1400- och 1500-talet, består av tre delar, den första innehållande religiösa föreskrifter, den andra pedagogisk-familjära (i fråga om hustru, barn och tjänstefolk), den tredje ett slags bondepraktika med ekonomiska anvisningar.